# Anametalia sternaloides
Anametalia sternaloides is een zee-egel uit de familie Brissidae.
De wetenschappelijke naam van de soort werd in 1874 gepubliceerd door Heinrich Bolau.